# Jemen
Jemen (Arabisch: اليَمَن, al-Yaman), officieel de Republiek Jemen (Arabisch: الجمهوريّة اليمنية, al-Jumhūrīyah al-Yamanīyah), is een republiek in het zuid-oosten van het Midden Oosten. Het land ligt in het zuidwesten van het Arabisch Schiereiland en grenst in het noorden aan Saoedi-Arabië en in het oosten aan Oman. Ten westen van Jemen ligt de Rode Zee en ten zuiden ervan ligt de Golf van Aden. Het land behoort tot de Arabische Liga.
De hoofdstad en tevens grootste stad van het land is Sanaa. Het land heeft ongeveer 28 miljoen inwoners en een oppervlakte van 527.968 km².
De republiek Jemen ontstond op 22 mei 1990 toen Noord- en Zuid-Jemen met elkaar werden verenigd. Door diverse interne conflicten, terrorisme, grote verschillen tussen het zuiden en het noorden en corruptie heeft het land in vergelijking met andere landen in de Arabische Wereld economisch weinig kunnen profiteren van de olievoorraden. Met een bruto binnenlands product van $ 1.061 per hoofd van de bevolking is Jemen het armste land op het Arabisch Schiereiland. In de laatste jaren is er wel vooruitgang geboekt op diverse terreinen, maar er wordt alom gevreesd voor grote economische en politieke problemen als de oliebronnen uitgeput raken.

## Nationale symbolen
De naam Jemen komt uit het Arabisch. Voor de etymologie worden verschillende verklaringen gegeven. Jamien betekent rechterkant en de rechterkant van het Arabisch Schiereiland ligt in het zuiden als men naar het oosten kijkt. Ook jamana, dat hij was blij betekent, letterlijk: hij ging naar rechts, is van het woord jamin afgeleid. Dit kan dan verwijzen naar Arabia Felix, het gelukkige Arabië, de Latijnse naam voor Jemen.
De vlag van Jemen bestaat uit drie horizontale banen met de kleuren rood, wit en zwart. Hij werd aangenomen op 22 mei 1990, de dag dat Noord- en Zuid-Jemen werden verenigd. De drie kleuren zijn de typische pan-Arabische kleuren, die ook terug te vinden zijn op de vlaggen van Palestina, Egypte, Irak en Syrië. De kleur rood staat voor het bloed van de martelaren en voor de eenheid van het land, wit staat voor de stralende toekomst en zwart staat voor het donkere verleden. Voordat beide landen zich verenigden, hadden Noord- en Zuid-Jemen allebei hun eigen vlag. Deze vlaggen leken sterk op de huidige vlag. De vlag van Noord-Jemen had dezelfde drie horizontale banen met een groene ster in het midden en de vlag van Zuid-Jemen had diezelfde drie banen met aan de linkerkant een lichtblauwe driehoek met daarin een rode ster.
Het wapen van Jemen bestaat uit een adelaar met een boekrol tussen zijn klauwen. Hierop staat in het Arabisch de officiële naam van het land geschreven. Op zijn borst heeft de adelaar een schild met hierop afgebeeld een koffieplant en de Maribdam. Aan weerszijden van de adelaar is de vlag van Jemen afgebeeld. Het wapen lijkt veel op het vroegere wapen van Noord-Jemen. Zuid-Jemen had een wapen dat bestond uit de pan-Arabische Saladins Adelaar, die nu nog te zien is op bijvoorbeeld het wapen van Egypte.
Het volkslied van Jemen is de al-Jumhuriyatu l-Muttahida en wordt vaak aangeduid met de Engelse naam United Republic (Nederlands: Verenigde Republiek). Het lied is geschreven door Abdallah "al-Fadhool" Abdulwahab Noman en de muziek is van Ayob Tarish. Voordat Noord- en Zuid-Jemen samengevoegd werden, was dit lied al het volkslied van Zuid-Jemen.

## Geschiedenis

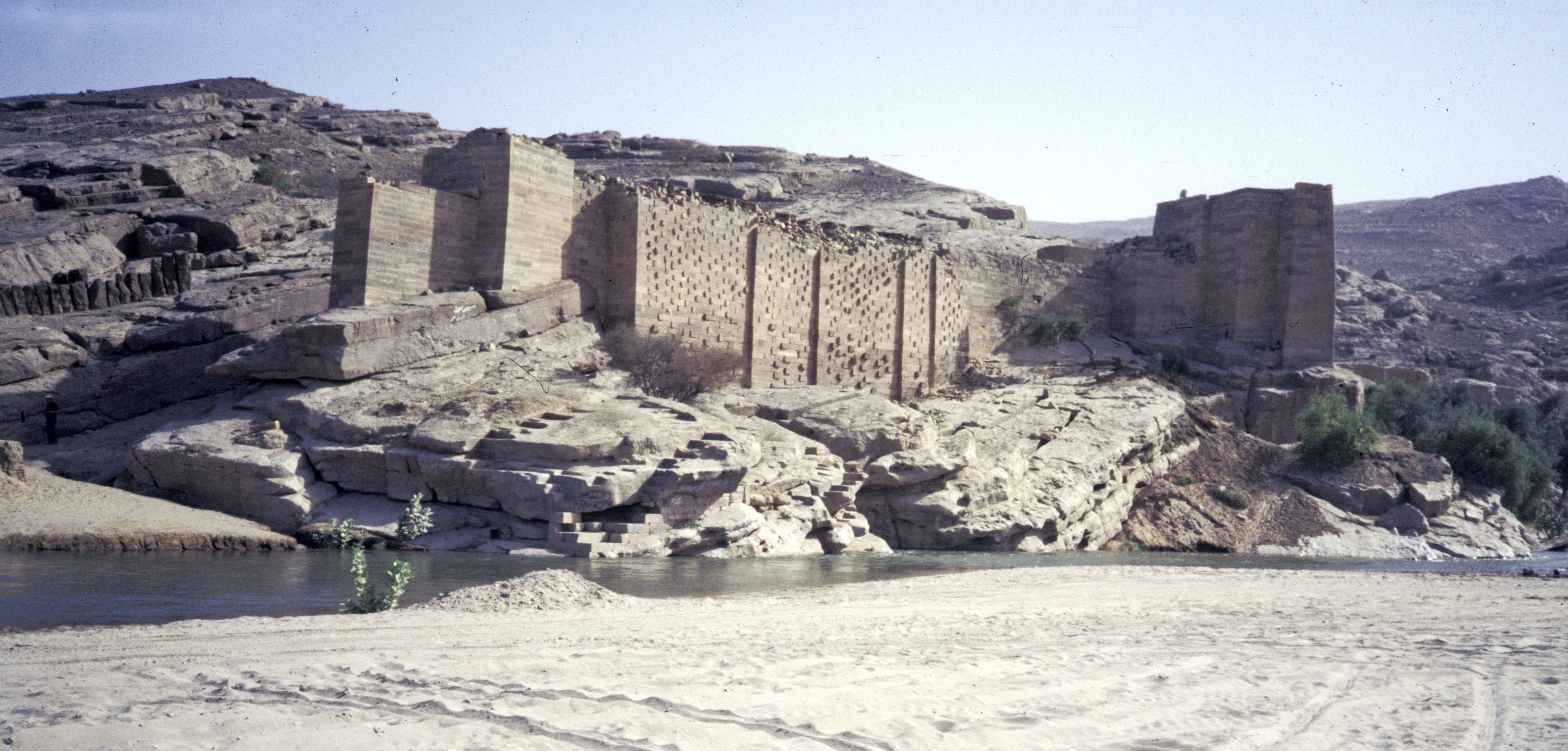
Ma'ribdam

## Geografie

### Ligging
Jemen bevindt zich in de Arabische Wereld in het zuidwesten van het Arabisch Schiereiland op 15°NB 48°OL. In het noorden en oosten grenst Jemen aan Saoedi-Arabië en Oman. In het zuiden wordt het land begrensd door de Arabische Zee en de Golf van Aden en ten westen van Jemen ligt de Rode Zee. Naast het vasteland van Jemen behoren ook diverse eilanden in de Rode Zee (de Hanisheilanden, Kamaran en Perim), alsmede de archipel Socotra in de Arabisch Zee tot Jemen. Veel van deze eilanden zijn van vulkanische oorsprong. Jemen heeft een oppervlakte van 527.970 km² en is daarmee iets groter dan Thailand en ongeveer 14 keer zo groot als Nederland en 17 keer zo groot als België. Tot voor kort was de grens met Saoedi-Arabië ongedefinieerd. Vanwege de Arabische Woestijn was menselijke bewoning hier nauwelijks mogelijk.

### Landschap

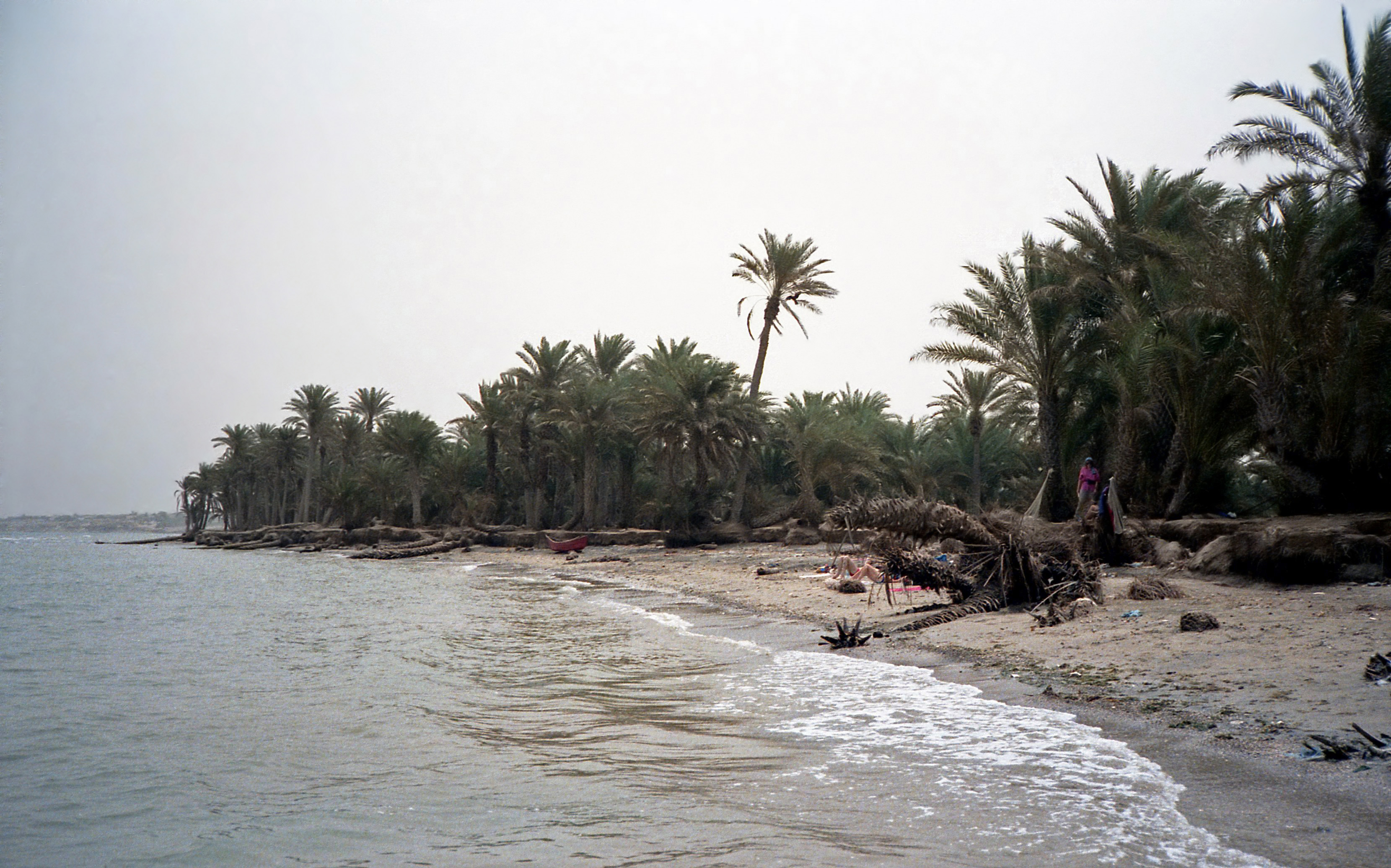
De Tihama bij de Rode Zee

Jemen kan geografisch ingedeeld worden in vier verschillende regio's: de Tihama aan de westkust, de westelijke hooglanden ten oosten daarvan, de hooglanden in Centraal-Jemen en de Rub al Khali in het noordoosten.
De Tihama (warme aarde) is een vlakke regio aan de westkust met zeer weinig neerslag. Maar ondanks de geringe hoeveelheid regen is het land erg drassig door de aanwezigheid van vele lagunes, waardoor het een geschikte woonomgeving vormt voor malariamuggen. In het gebied zijn veel halvemaanvormige zandduinen aanwezig. Door de geringe regenval en de hoge temperaturen bereiken de rivieren vanuit de hooglanden nooit de zee, maar ze zijn wel een belangrijke bron voor de grondwaterreserves. In het gebied wordt tegenwoordig veel landbouw beoefend.
Ten oosten van de Tihama liggen de westelijke hooglanden. In dit gebied, dat de meeste regenval kent van geheel Arabië, wordt volop gebruikgemaakt van terrassen voor het verbouwen van gewassen als kafferkoren. Ook katoen en fruit (zoals mango's) groeien hier volop.
De centrale hooglanden vormen een uitgestrekt plateau met een hoogte boven de 2000 meter. Deze regio is droger dan de westelijke hooglanden, maar is nog altijd nat genoeg om met behulp van irrigatie het verbouwen van tarwe en gerst mogelijk te maken. De hoofdstad Sanaa ligt in deze regio, evenals het hoogste punt van Jemen, de 3666 meter hoge Jabal an Nabi Shu'ayb.
De Rub al Khali (het Lege Kwartier) is de woestijn in het noordoosten van Jemen, die zich verder uitstrekt over het zuiden van Saoedi-Arabië en het westen van Oman. Dit gebied ligt met circa 1000 meter een stuk lager dan de centrale hooglanden. De woestijn behoort tot de droogste plekken op aarde en is tevens een van de grootste zandwoestijnen. Het gebied wordt bewoond door bedoeïenen met kamelen.

### Klimaat
Over het algemeen zijn de temperaturen in Jemen hoog en valt er weinig regen, met uitzondering van de hoger gelegen gebieden. Het warmst is het in de Tihamah aan de westkust. Dit gebied heeft een tropisch klimaat met temperaturen die regelmatig oplopen tot boven de 50 °C en een luchtvochtigheid die ligt tussen de 50% en 70%. Regen valt er in onregelmatige hoeveelheden met een jaargemiddelde van 130 mm. De maximumtemperatuur in Aden, aan de zuidkust, varieert van gemiddeld 25 °C in januari tot 32 °C in juni en de hoeveelheid regen is vergelijkbaar met de Tihamah. In de westelijke hooglanden is het door de hoogte iets koeler en met een jaarlijkse neerslag tussen de 1000 en 1500 mm ook veel natter. Meer naar het oosten toe, in de centrale hooglanden, is het weer een stuk droger (circa 600 mm regen). Deze regio kenmerkt zich door de zeer grote dagelijkse temperatuurschommelingen. Overdag ligt de temperatuur rond de 30 graden en 's nachts rond het vriespunt. Het noordoosten van Jemen is erg droog en warm. De luchtvochtigheid varieert er van 35% in juni tot 64% in januari. Het is in dit gebied niet ongewoon dat het vijf jaar achter elkaar niet regent.

## Bestuur en instellingen

### Politiek

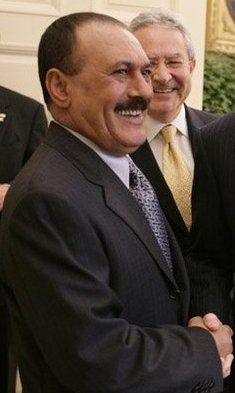
Voormalig president Ali Abdullah Saleh

Jemen is een presidentiële republiek met een uit twee kamers bestaand parlement. Dit zijn een uit 301 leden bestaand Huis van Afgevaardigden (de Majlis al-Nuwaab) en een uit 111 leden bestaande Majlis al-Shura.
De president wordt gekozen door het volk uit minimaal twee kandidaten die goedgekeurd moeten worden door ten minste vijftien leden van het parlement. De premier wordt benoemd door de president en moet door minimaal tweederdemeerderheid van het parlement gesteund worden. De presidentstermijn duurt zeven jaar.
Ali Abdullah Saleh werd in 1990 de eerste president van het verenigde Jemen. Hij was ook al president van Noord-Jemen vanaf 1978. In 1999 en opnieuw in 2006 werd hij herkozen. De presidentsverkiezingen van 2006 werden door internationale opzichters als gedeeltelijk vrij beschouwd, alhoewel er sprake was van geweld, beperking van de persvrijheid en verdenkingen van fraude. De grootste politieke partij van Jemen is het Algemeen Volkscongres (al-Mu'tammar al-Sha'bi al-'Am), die bij de parlementsverkiezingen in 2003 238 van de 310 zetels behaalde. De grootste oppositiepartij is de Jemenitische Hervormingscongregatie (al-Tajmu al-Yamani li al-Islah). Alle Jemenieten vanaf 18 jaar hebben stemrecht, maar alleen moslims hebben het recht gekozen te worden.
Nadat eerder in Tunesië en Egypte een volksoproer een wisseling van de macht had veroorzaakt, kwam het in januari 2011 ook in Jemen tot massale demonstraties tegen het autoritaire bewind van Ali Abdullah Saleh. In een reactie op verdere voorgenomen protesten in zijn land maakte de president bekend dat hij in 2013 niet herkiesbaar zou zijn en hij de macht niet zou overdragen aan zijn zoon. Op 27 februari 2012 trad Saleh daadwerkelijk af.
Na het vertrek van Saleh werd voormalig vicepresident Abd Rabbuh Mansur Al-Hadi president. Op 7 april 2022 kondigde Hadi in een televisietoespraak aan dat hij ontslag neemt en vicepresident Ali Mohsen al-Ahmar ontslaat en de bevoegdheden van beide ambten overdraagt aan de nieuw gevormde achtkoppige Presidentiële Raad, geleid door Rashad al-Alimi. Hij zei ook dat de raad de taak zou krijgen om met de Houthi-rebellen te onderhandelen over een permanent staakt-het-vuren.
De huidige regeringsleider is premier Ahmad Awad bin Mubarak.
De grondwet staat voor een onafhankelijke rechterlijke macht. Omdat het land een islamitisch land is, is de sharia de belangrijkste bron voor wetgeving en wordt hier in de rechtspraak op teruggegrepen. Anders dan in veel andere islamitische landen wordt het gebruik van alcohol door niet-moslims toegestaan.

### Administratieve indeling
Jemen wordt opgedeeld in 20 gouvernementen (muhafazah) en één gemeente die niet tot een gouvernement behoort: de hoofdstad Sanaa. De gouvernementen zijn verder onderverdeeld in 333 districten (muderiah), die weer verder onderverdeeld zijn in 2.210 subdistricten, bestaande uit 38.284 plaatsen. De 20 gouvernementen zijn:
| - Abyan - Aden - Ad Dali' - Al Bayda' | - Al Hudaydah - Al Jawf - Al Mahrah - Al Mahwit | - Amran - Dhamar - Hadramaut - Hajjah | - Ibb - Lahij - Ma'rib - Raymah | - Sa'dah - Sanaa - Shabwah - Ta'izz |

De hoofdstad en grootste stad van het land is Sanaa met ruim 1,7 miljoen inwoners. Andere belangrijke steden zijn de havenstad Aden, Ta'izz, Al Hudaydah, Abyan, Al Mukalla, Dhamar en Ibb.

### Defensie
De jaarlijkse militaire uitgaven bedragen 6,6% van het bbp, waarmee het land percentueel gezien tot de landen met de hoogste militaire uitgaven behoort. Het leger bestaat uit een landmacht, een luchtmacht, een marine en een in 2010 opgerichte republikeinse garde. In Jemen geldt een dienstplicht van twee jaar.

### Buitenlandse relaties
Bij het samenvoegen van Noord- en Zuid-Jemen heeft Jemen de internationale verdragen van zijn twee voorgangers overgenomen. Het land is lid van de Verenigde Naties, de Arabische Liga en de Organisatie voor Islamitische Samenwerking. De relaties met de buurlanden zijn sterk beïnvloed door de Eerste Golfoorlog begin jaren negentig toen Koeweit door Irak werd bezet. Jemen was lid van de Veiligheidsraad van de Verenigde Naties en stemde toen tegen resoluties om militair in te grijpen. Dit leidde tot boze reacties in de westerse wereld en diverse Golfstaten. Als straf stuurde buurland Saoedi-Arabië 850.000 Jemenieten die in Saoedi-Arabië woonden terug naar Jemen. In 2000 werden de relaties met Saoedi-Arabië enigszins hersteld toen de grens tussen beide landen werd vastgelegd.
Met de buurlanden aan de andere kant van de Golf van Aden – Somalië en Djibouti – onderhoudt Jemen goede relaties. Sinds het uitbreken van de burgeroorlog in Somalië heeft Jemen veel vluchtelingen uit Somalië opgenomen.
In 2004 begon in het noorden van Jemen het conflict in Sa'dah toen de zaidieten in opstand kwamen tegen de Jemenitische regering. Deze beweging staat bekend onder de naam Houthi's, hoewel hun werkelijke naam Ansarallah (helpers van God) is. In 2009 kreeg het conflict een internationaal karakter toen het zich uitbreidde naar de naburige regio in Saoedi-Arabië en ook landen als Iran, Egypte en Jordanië zich ermee gingen bemoeien uit angst voor een groeiende instabiliteit van de regio. Bovendien bevorderde het verzwakken van de centrale regering en het verjagen van Al Qaida uit Saoedi-Arabië voor toenemend soennitisch extremisme in Jemen. De banden van de Houthi-opstandelingen met Iran en van de salafistische opstandelingen met Al Qaida hebben ook de aandacht van de Verenigde Staten getrokken, maar volgens de toenmalige Amerikaanse president Barack Obama zijn er geen plannen gemaakt voor de stationering van Amerikaanse troepen in de regio. Wel heeft de Amerikaanse regering in 2010 voor 140 miljoen dollar aan militaire hulp geboden voor de strijd tegen het terrorisme. De Houthi-opstand leidt tot onenigheid jegens enerzijds Saoedi-Arabië en andere soennitische landen die hier militair tegen in willen grijpen uit angst voor Iraanse invloed, en anderzijds de niet-Arabische bondgenoten van deze landen die bang zijn dat militair ingrijpen de aan Al Qaida en IS gelieerde opstandelingen in de kaart zal spelen en de enige macht die tegen hen is opgewassen vernietigt.

## Bevolking en samenleving

### Bevolkingsopbouw, taal en religie

De hoofdstad Sanaa

Ongeveer 44% van de bevolking is jonger dan 15 jaar en 2,6% is ouder dan 65 (in 2010). De bevolkingsgroei is met 2,7% per jaar relatief hoog, waardoor het aantal inwoners naar verwachting zal stijgen naar 60 miljoen in 2050. Jemen heeft dan ook een van de hoogste geboortecijfers in de wereld met een gemiddelde van zes per vrouw. Dat is ongeveer twee keer zo hoog als in buurland Saoedi-Arabië. De levensverwachting bij de geboorte ligt op 61 jaar bij mannen en 64 jaar bij vrouwen. 48% van de meisjes in Jemen trouwt voor haar 18e.
De Jemenieten zijn van Arabische oorsprong. Het land is nog grotendeels opgebouwd uit verschillende stammen. In de bergen in het noorden leven ongeveer vierhonderd Zaidistammen. De Akhdam zijn een uit Afrika afkomstige groep die een soort kaste vormt in Jemen. De schattingen van het aantal Akhdam lopen uiteen van een half miljoen tot een miljoen. Er was tevens een Joodse minderheid in Jemen met haar eigen cultuur, maar deze is halverwege de 20e eeuw aanzienlijk afgenomen tijdens de Joodse exodus uit de Arabische landen en de Operatie Magic Carpet. In het begin van de 20e eeuw waren er circa 50.000 Joden in Jemen, maar nu zijn dit er nog maar enkele honderden, die voornamelijk leven in de omgeving van de hoofdstad Sanaa.
Jemen kent een aanzienlijk aantal van 125.000 vluchtelingen en asielzoekers, die voornamelijk afkomstig zijn uit Somalië, Irak en Ethiopië. Tijdens de Jemenitische Burgeroorlog van 1994 zijn echter ook vele Jemenieten het land ontvlucht. Zij bevinden zich voornamelijk in het Verenigd Koninkrijk, de Verenigde Staten en Frankrijk. Saoedi-Arabië zette in 1990 en 1991 ongeveer 800.000 Jemenieten uit om Jemen te straffen voor zijn pro-Irakhouding tijdens de Golfoorlog van 1990-1991. Lange tijd hebben uit Hadramaut afkomstige Arabieren handel gedreven in Zuidoost-Azië. Hierdoor zijn er tegenwoordig nog miljoenen Indonesiërs, Maleisiërs en Singaporezen van Hadrami afkomst. Naast Zuidoost-Azië zijn zij ook te vinden in India en Oost-Afrika.
Het Arabisch is de officiële taal in Jemen en tevens de moedertaal van bijna de gehele bevolking. In het gouvernement Al Mahrah in het uiterste oosten en op Socotra worden nog enkele oude Zuid-Arabische Semitische talen gesproken, zoals het Soqotri. In de grote steden spreken de mensen in toenemende mate ook Engels.

### Religie
De islam is staatsgodsdienst en de meeste Jemenieten zijn moslim. De sharia vormt de bron van alle officiële wetgeving. Jemen kent geen godsdienstvrijheid. Jemenitische staatsburgers mogen zich niet bekeren tot een andere godsdienst dan de islam. Bekeerlingen riskeren de doodstraf. Van de moslims hangt 53% de soennitische islam aan en 47% de sjiitische islam. De bevolking van de kustvlakte in het zuiden en zuidoosten bestaat grotendeels uit soennieten. De soennieten zijn voornamelijk sjafiiten, maar er zijn ook malikieten en hanbalieten. De sjiieten behoren vooral tot de zaiditische sekte, een sjiitisch-islamitische groepering, die evenwel zeer dicht bij de soennitische islam staat. Zij zijn geconcentreerd in de berggebieden in het noorden en noordwesten. Er zijn ook jafari en ismaïlieten (een extreme sjiitische sekte, die zich in de 8e eeuw van de oorspronkelijke Sji'a heeft afgescheiden wegens een controverse over de rechtmatige opvolger van de 6e imam). De jafari en ismaïlieten wonen voornamelijk in de omgeving van Sanaa en Marib. Ongeveer 2% van de bevolking is druzisch.
Minder dan 1% van de Jemenieten hangt een ander geloof aan dan de islam. Hiertoe behoren christenen, joden, hindoes en atheïsten. De katholieken in Jemen ressorteren onder het Apostolisch vicariaat Zuid-Arabië. Van de eertijds omvangrijke joodse gemeenschap in Jemen is na een aantal pogroms en de daaropvolgende massale emigratie naar Israël per luchtbrug (Operatie Magic Carpet) tussen juni 1949 en september 1950 weinig meer over.

### Onderwijs
In haar strategische visie voor de komende 25 jaar uit 2000 heeft de regering zichzelf de taak opgelegd om belangrijke veranderingen in het onderwijs teweeg te brengen, waardoor het analfabetisme in 2025 gereduceerd moet zijn tot onder de 10%. In 2003 was nog 50% van de bevolking analfabeet. Alhoewel de Jemenitische regering zorgt voor universeel, verplicht en gratis onderwijs voor kinderen van 6 tot 15 jaar, wordt de leerplicht niet actief aangemoedigd. De uitgaven voor het onderwijs bedroegen in 2008 5,2% van het bnp, hetgeen, percentueel gezien, vergelijkbaar is met Nederland en België.

### Gezondheidszorg
Ondanks de significante vooruitgang die Jemen de afgelopen jaren heeft geboekt om de gezondheidszorg te verbeteren, blijft het systeem nog altijd onderontwikkeld. In 2004 bedroegen de totale uitgaven in de zorg ongeveer 5% van het bnp, wat zeer laag is vergeleken met andere landen in het Midden-Oosten. Volgens de Wereldbank steeg het aantal artsen in Jemen met een gemiddelde van 7 procent tussen 1995 en 2000, maar in 2004 waren er nog altijd maar 3 artsen per 10.000 inwoners. In 2005 waren er 6,1 ziekenhuisbedden per 10.000 inwoners. Vooral buiten de grote steden is de gezondheidszorg zeer beperkt. Slechts 25% daarvan is voorzien van gezondheidszorg, vergeleken met 80% van de stedelijke gebieden. De meeste kindersterfgevallen worden veroorzaakt door ziektes waar vaccinaties voor bestaan of die op ander wijze voorkomen kunnen worden. In 2009 bedroeg de levensverwachting van voor Jemenieten 63 jaar.

### Media
Het Jemenitische ministerie van Informatie beïnvloedt de persmedia door middel van controle op de drukpersen, het verstrekken van krantensubsidies en het bezit van de enige televisie- en radiostations. De belangrijkste kranten in het land zijn al-Thawra en al-Motamar, die beide in handen zijn van de overheid, en de onafhankelijke al-Ayyam. De onafhankelijke Shabab Yemeni, die eens per maand verschijnt, richt zich vooral op Jemenitische studenten in het buitenland. Er zijn ook nog diverse kranten die het Jemenitische nieuws in het Engels uitgeven, te weten de Yemen Observer, de Yemen Post en de Yemen Times. Het officiële persbureau van Jemen is de Saba News Agency.
In Jemen zijn een aantal televisiezenders, die allemaal eigendom zijn van de Public Corporation for Radio and Television, wat een onderdeel is van het ministerie van Informatie. De twee belangrijkste zenders zijn Yemen TV (voorheen de nationale zender van Noord-Jemen) en Yamaniya (voorheen Aden TV uit Zuid-Jemen). Andere zenders zijn onder andere het op de jeugd en studenten gerichte Saba en de anti-extremisme- en antiterrorismezender al-Eman. Er zijn ruim vijftig verschillende radiozenders, waarvan Sana'a Radio en Aden Radio de belangrijkste zijn. Er zijn plannen van de regering om de wet te veranderen om zo private radio- en televisiezenders mogelijk te maken.

## Economie en vervoer

### Economie
Jemen behoort met een bruto binnenlands product van $ 1.061 per hoofd van de bevolking tot de armste en minst ontwikkelde landen in de Arabische Wereld. Dit kenmerkt zich in een hoge werkloosheid, een snelle bevolkingsgroei en politieke onrust (het conflict in Sadah). Volgens het Ontwikkelingsprogramma van de Verenigde Naties leeft in Jemen 41,8% van de bevolking onder de armoedegrens. De Jemenitische economie is sterk afhankelijk van de olieproductie en de belastingen hierop zijn dan ook de belangrijkste inkomsten voor de overheid. De oliereserves zijn echter naar verwachting voor 2020 op in Jemen, waardoor de angst bestaat voor een totale ineenstorting van de economie. Jemen heeft geen grote hoeveelheden aardgas. De eerste lng-fabriek startte in 2009 de productie. De enorme corruptie is het grootste probleem voor de ontwikkeling van Jemen, omdat regionaal en internationaal kapitaal hierdoor worden verjaagd. Recent heeft de regering acties ondernomen om de corruptie een halt toe te roepen, maar dit slechts met beperkt resultaat. De buitenlandse investeerders die er zijn in het land, zitten voornamelijk in de olie-industrie.
Vanaf de jaren 1950-1959 werd het toenmalige Noord-Jemen economisch bijgestaan door China en de Sovjet-Unie. Zo is de luchthaven van Sanaa gebouwd met hulp van China. De economie van het zuiden was voor de onafhankelijkheid voornamelijk geconcentreerd rond de stad Aden, dat een overslaghaven was voor handel vanuit Europa naar Zuidoost-Azië. Maar met het sluiten van het Suezkanaal en de Britse terugtrekking uit Aden, kwam hieraan een einde.
Sinds de hereniging van het land in 1990 heeft de regering gepoogd de twee relatief verschillende economieën met elkaar te verenigen. Maar diverse tegenslagen, zoals de terugkeer begin jaren 1990 van 800.000 Jemenieten uit Saoedi-Arabië, een grote reductie van de internationale hulp en de burgeroorlog van 1994, belemmerden de economische groei van het land. Door politieke en economische hervormingen probeert Jemen nu de opgelopen achterstand in te halen. Na het beëindigen van de burgeroorlog, heeft het land een overeenkomst gesloten met het IMF waarbij afgesproken is in fasen het land economisch te hervormen. De eerste fase beslaat belangrijke financiële en monetaire hervormingen, zoals het laten fluctueren van de munt, het reduceren van het overheidstekort en het snijden in de subsidies. Fase twee zal structurele hervormingen in gaan houden, zoals hervormingen van het ambtenarenapparaat.

### Transport

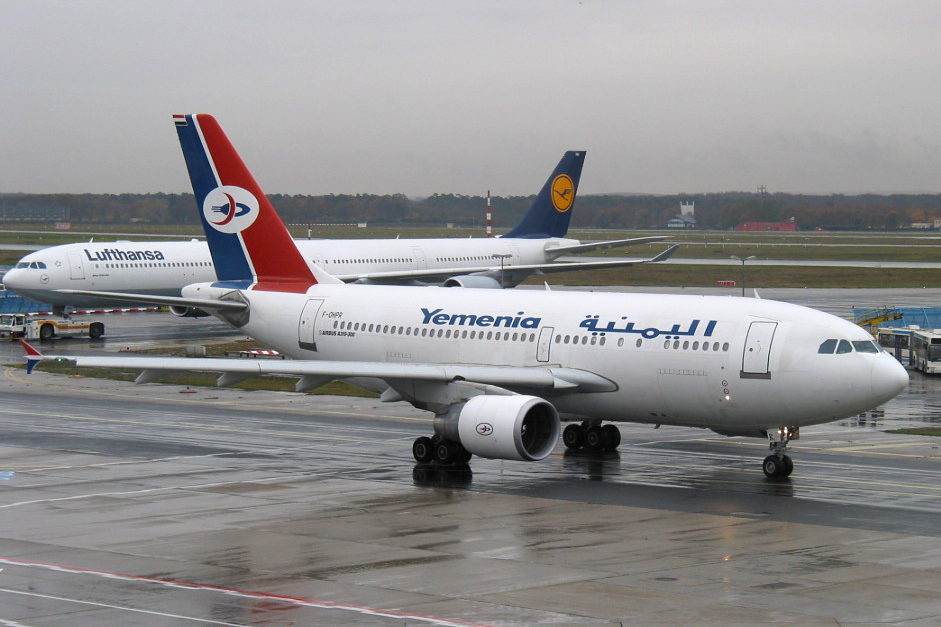
Een Airbus A310 van Yemenia

In vergelijking met andere Arabische landen is de infrastructuur in Jemen erg matig. Er ligt ruim 71.000 km aan wegen, maar deze verkeren veelal in slechte staat en slechts 6.000 km ervan is verhard. De wegen in het noorden tussen Sanaa, Ta'izz en Al Hudaydah zijn goed, maar andere wegen, vooral die in het zuiden, vertonen veel gebreken. Momenteel wordt er echter wel geïnvesteerd in de verbetering van het wegennet. Het rijden over de Jemenitische wegen is onveilig doordat verkeersregels nauwelijks gehandhaafd worden, auto's veelal niet aan veiligheidseisen voldoen, veel mensen rondrijden zonder rijbewijs en het verkeer gehinderd wordt door voetgangers en dieren.
Zeehavens liggen onder andere in Aden, Al Hudaydah, Al Mukalla en Mokka, waarvan die in Aden het grootste is. Er zijn ruim veertig vliegvelden, waarvan zeventien met verharde landingsbanen. Vanaf vijf luchthavens worden vluchten naar internationale bestemmingen uitgevoerd. Dit zijn Sanaa International Airport, Aden International Airport, Ta'izz International Airport, Riyan Airport en Hodeida International Airport. Yemenia is de nationale luchtvaartmaatschappij. Deze is voor 51% in handen van de Jemenitische overheid en voor de overige 49% eigendom van Saoedi-Arabië. Er zijn plannen tot privatisering, maar die stuiten op weerstand van de Saoedische overheid.

## Cultuur

### Werelderfgoed

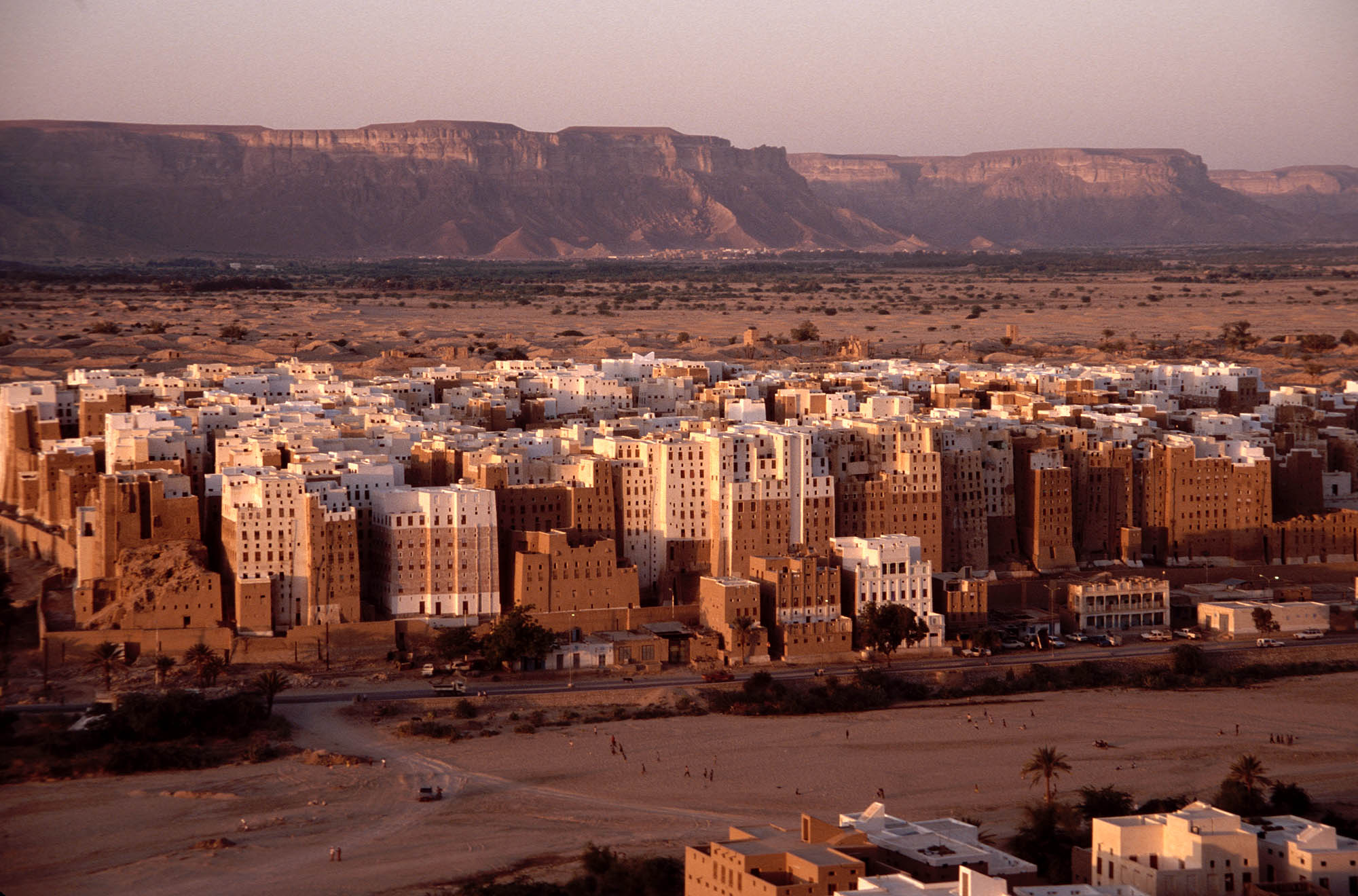
De oude stad Shibam

In Jemen bevinden zich vier werelderfgoederen: de oude ommuurde stad Shibam in Wadi Hadhramaut, het oude gedeelte van Sanaa, het historische plaatsje Zabid en de Socotra-archipel.
De stad Shibam werd in 1982 op de lijst van de UNESCO gezet en heeft als bijnaam het Manhattan van de Woestijn vanwege de hoge gebouwen die er staan. Deze 16e-eeuwse stad wordt omringd door een versterkte muur en is een van de oudste voorbeelden van stadsplanning gebaseerd op het principe van verticale constructie.
Het oude gedeelte van Sanaa ligt op een hoogte van ruim 2000 meter en wordt al meer dan 2500 jaar bewoond. De stad, die in 1986 op de lijst kwam, werd in de 7e eeuw een belangrijk islamitisch centrum. Heden ten dage zijn er nog 103 moskeeën, 14 hamams (traditionele badhuizen) en meer dan 6000 huizen over die allemaal afkomstig zijn van voor de 11e eeuw.
Nabij de Rode Zee ligt het historische plaatsje Zabid, dat in 1993 op de lijst werd gezet, en van de 13e tot de 15e eeuw de hoofdstad van Jemen was. Het universiteitsstadje heeft eeuwenlang een belangrijke rol gespeeld, omdat het een centrum was van kennis over de gehele Arabische en islamitische wereld. Naar verluidt zou de algebra hier in de 9e eeuw uitgevonden zijn door de vrij onbekende Al-Jaladi.
De recentste Jemenitische toevoeging aan de erfgoedlijst is de Socotra-archipel. Deze archipel, die in de 13e eeuw genoemd werd door Marco Polo, ligt vrij geïsoleerd en bestaat uit vier eilanden en twee rotsen. De eilanden worden gekenmerkt door een rijke biodiversiteit. Tot het culturele erfgoed van Socotra behoort de plaatselijke taal, het Soqotri.

### Musea

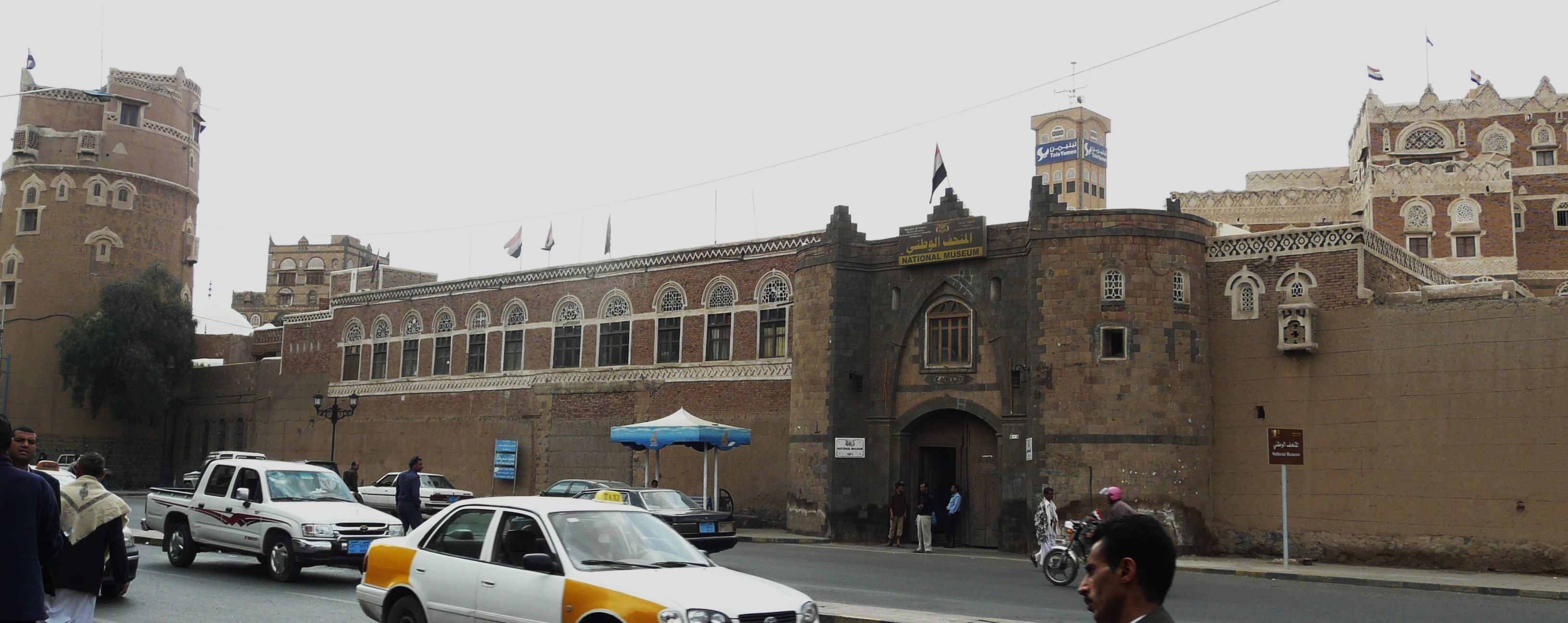
De Dar al-Sada met daarin gehuisvest het Nationaal Museum in Sanaa

Het belangrijkste museum in Jemen is het Nationaal Museum in Sanaa. Het museum werd in 1971 opgericht en gehuisvest in de Dar al-Shukr, een van de paleizen van de Jemenitische imams ten tijde van het Mutawakkilitisch Koninkrijk Jemen. Later verhuisde het museum wegens ruimtegebrek naar de Dar Al-Sada, een nabijgelegen paleis. Het museum staat vol met artefacten uit de hele geschiedenis van Jemen.

### Film
De Jemenitische filmindustrie staat nog in de kinderschoenen en in 2008 waren er nog maar 2 Jemenitische films uitgebracht. Eén hiervan is de film A New Day in Old Sana'a uit 2005 van Bader Ben Hirsi, een Britse regisseur van Jemenitische afkomst. Het verhaal gaat over een man die worstelt met de vraag of hij moet gaan voor een traditionele bruiloft of moet trouwen met de vrouw van wie hij werkelijk houdt.

### Keuken
De Jemenitische keuken is sterk beïnvloed door de Turkse keuken door de lange Ottomaanse aanwezigheid in Jemen. Het nationale gerecht is de Saltah, dat bij de lunch gegeten wordt. Het is gebaseerd op rund-, kippen- of lamsvlees waaraan diverse ingrediënten zoals rijst, ei, hulbah (een saus gemaakt van fenegriek), bonen en sahawqa (een pittige saus) aan toegevoegd worden en verder gegeten wordt met malooga, een Turks brood. Een ander populair gerecht is de shakshouka. Dit is een gerecht dat bestaat uit eieren die gekookt worden in een saus van tomaten, pepers, uien en pittige kruiden. Populaire dranken in Jemen zijn melkthee, zwarte thee, qishr (een warme drank die gedronken wordt ter vervanging van koffie) en naqe'e al zabib (een koude drank met rozijnen).